# Hammerdalssjön
Hammerdalssjön är en sjö i Strömsunds kommun i Jämtland och ingår i Indalsälvens huvudavrinningsområde. Sjön är 16 meter djup, har en yta på 15,3 kvadratkilometer och är belägen 302,4 meter över havet. Hammerdalssjön ligger i Ammerån Natura 2000-område. Sjön avvattnas av vattendraget Ammerån.

## Delavrinningsområde
Hammerdalssjön ingår i det delavrinningsområde (705271-148008) som SMHI kallar för Utloppet av Hammerdalssjön. Medelhöjden är 309 meter över havet och ytan är 47,14 kvadratkilometer. Räknas de 231 avrinningsområdena uppströms in blir den ackumulerade arean 1 844,29 kvadratkilometer. Ammerån som avvattnar avrinningsområdet har biflödesordning 2, vilket innebär att vattnet flödar genom totalt 2 vattendrag innan det når havet efter 193 kilometer. Avrinningsområdet består mestadels av skog (45 procent). Avrinningsområdet har 15,35 kvadratkilometer vattenytor vilket ger det en sjöprocent på 32,5 procent. Bebyggelsen i området täcker en yta av 1,45 kvadratkilometer eller 3 procent av avrinningsområdet.

## Fisk
Hammerdalssjön håller många fiskarter. Fiske nära sjöns mynningar och utlopp begränsas av dess fiskevårdsområde.
Vid provfiske har följande arter påträffats:
- Abborre
- Gädda
- Id
- Mört
- Sik